# Neope serica
Neope serica är en fjärilsart som beskrevs av John Henry Leech 1892-1894. Neope serica ingår i släktet Neope och familjen praktfjärilar. Inga underarter finns listade i Catalogue of Life.